# Univerza na Primorskem
Univerza na Primorskem (italijansko Università del Litorale, angleško: University of Primorska; s kratico UP) je javna univerza s sedežem v Kopru. Po datumu nastanka je tretja univerza v Sloveniji. 
Njena rektorica je Klavdija Kutnar, ki že drugi štiriletni mandat opravlja od leta 2023. Univerza na Primorskem vključuje devet članic, 6 fakultet, raziskovalni inštitut, univerzitetno knjižnico in študentske domove. Na vseh treh stopnjah izvaja 79 študijskih programov. Dan UP je 17. marec.

## Zgodovina
S posebnim zakonom jo je ustanovil Državni zbor Republike Slovenije 29. januarja 2003, 17. marca pa je bila vpisana v register Okrožnega sodišča v Kopru. Med letoma 2003 in 2015 je v okviru UP delovalo Znanstveno-raziskovalno središče Koper.

### Nekdanji rektorji
- Lucija Čok (en mandat, 2003–07)[7]
- Rado Bohinc (en mandat, 2007–2011)[8]
- Dragan Marušič (dva mandata, 2011–2019)[9]

## Organiziranost

### Vodstvo
Rektorica UP je Klavdija Kutnar, njeni pomočniki so Dragan Marušič, Aleš Oven in Viljem Tisnikar, prorektorji pa Tina Štemberger (prorektorica za študijske zadeve), Štefko Miklavič (prorektor za znanstveno-raziskovalno in razvojno delo), Michaël Mrissa (prorektor za internacionalizacijo) in Rok Strašek (prorektor za ekonomiko in finance).

### Organi
- Senat UP (člani s 14 komisijami)
- Upravni odbor UP (člani s komisijo, predsednik Jonatan Vinkler)
- Študentski svet UP (predsednica Lana Erjavec s Fakultete za vede o zdravju)
- Posvetovalna telesa rektorja (kolegij dekanov in direktorja članic UP, člani dekanov in direktorja članic UP, svet zaupnikov UP ter podjetja oz. institucije)

### Študenti
Ima 5.745 študentov, od tega jih je 1.122 iz 39 tujih držav.

### Zaposleni
Na UP dela 730 oseb, od tega 480 raziskovalcev in visokošolskih učiteljev, od tega jih 59 prihaja iz tujine.

## Celostna podoba UP
UP ima svoj znak, zastavo, simbol, himno in celostno podobo. Znak UP je sestavljen iz prepletenih inicialk »UP« in dvojezičnega polkrožnega napisa Univerza na Primorskem – Università del Litorale. Zastava je modro-sive barve in ima v spodnjem delu znak UP z dvojezičnega polkrožnega napisa Univerza na Primorskem – Università del Litorale. Simbol ima obliko morskega konjička.

## Članice UP
- Fakulteta za humanistične študije (UP FHŠ)
- Fakulteta za management (UP FM)
- Fakulteta za matematiko, naravoslovje in informacijske tehnologije (UP FAMNIT),
- Pedagoška fakulteta (UP PEF)
- Fakulteto za turistične študije Portorož - Turistica (UP FTŠ Turistica) (sedež v Portorožu)
- Fakulteta za vede o zdravju (UP FVZ) (sedež v Izoli, z enoto v Vipavi)
- Inštitut Andrej Marušič (UP IAM)
- Študentski domovi (UP ŠD)
- Univerzitetna knjižnica UP (UP UK)

## Univerzitetni centri UP
- Karierni center UP - KC UP
- Center znanosti UP (Akvarij Piran in Arheološki park Simonov zaliv)
- Založba UP - ZUP (Vodja založbe je Alen Ježovnik, glavni urednik pa Jonatan Vinkler)[12]

## Kampus Livade 1.0
Kampus Livade 1.0 v Izoli je bil zgrajen leta 2015 po načrtih biroja Dekleva Gregorič arhitekti (Aljoša Dekleva, Tina Gregorič, Lea Kovič, Martina Marčan, Ana Štebe Krapež, Daniel Schwartz in Katja Ševerkar). Polno je zaživel leta 2016.
Sestavljajo ga glavni objekt z znakom kampusa (knjižnica, dekanat in menza), osrednji del (predavalniški kompleks s kabineti in laboratoriji), študentski domovi ob Prešernovi cesti in športna dvorana. Njegova površina znaša 3545,56 m2.
UP je denar zanj pridobil od ministrstva za izobraževanje (6,7 milijona evrov), evropskih projektov (4,3 milijona evrov) in donacij. Zemljišče in komunalni prispevek za prvi objekt je prispevala Občina Izola. Leta 2015 je občina zahtevala vrnitev zemljišč v primeru, če UP ne bi dokazala, da je zmožna zgraditi kampus v skladu z načrti.

### Požar in tožba za odškodnino za povzročeno škodo
V nedeljo, 22. oktobra 2017, je bilo na tistem območju hudo neurje in požar je uničil inštalacije, arhiv, materiale in raziskovalno opremo. Zagorelo je v električni omarici, nameščeni v kleti, ogenj pa se je nato po jašku razširil navzgor. Voda naj bi s strehe, čez katero so bili speljani električni kabli, ki niso bili ustrezno tesno izvedeni, po vertikalnem jašku stekla v notranjost objekta, vse do električne omarice v kleti. Kratki stik naj bi nastal ob stiku vode z elektroinštalacijami.
Te prostore so takrat uporabljale Fakulteta za matematiko, naravoslovje in informacijske tehnologije, Fakulteta za vede o zdravju, Center odličnosti Innorenew CoE in Znanstveno-raziskovalno središče Koper. Po obnovi se omenja dejavnost dejavnost Fakultete za matematiko, naravoslovje in informacijske tehnologije, Inštituta Andreja Marušiča, Fakultete za vede o zdravju ter laboratorija Inštituta za oljkarstvo.
UP je z Andrejem Gorjupom, direktorjem družb Optima OSN Inženiring in Optima Studio inženirske dejavnosti, ki je podpisal pogodbo za dokončanje elektroinštalacij, sklenila sporazum, da je šlo za naravno katastrofo, vendar se koprsko državno tožilstvo s tem ne strinja in je vložilo obtožni predlog proti njemu ter proti Ivu Blaževiču, direktorju podjetja Elita IB, ki je opravil gradbeni nadzor nad vgradnjo elektroinštalacij, napeljavami in napravami.
UP od njiju zahteva 2,62 milijona evrov odškodnine, ker objekta pet let ni mogla uporabljati. Medtem so morali plačevati najemnino. Z umestitvijo novih vsebin v objekt je sanacija stala 3,2 milijona evrov. Ta je bila prvotno ocenjena na 1,03 milijona evrov. Dokumentacija projekta izvedenih del (PID) in projekta za izvedbo del (PZI) naj bi bila izgubljena. Aleš Oven, pomočnik rektorice Univerze na Primorskem, trdi, da se je med rušitvenimi deli izkazalo, da gradnja ni potekala po načrtih. Denar za obnovo je prispevala Vlada RS. Težava ni bila v njenem trajanju, ampak začetku, ki je bil šele februarja 2021.